# Lista țărilor din America de Sud în funcție de suprafață

Lista țărilor din America de Sud în funcție de suprafață este o listă a țărilor sud-americane în funcție de suprafața teritoriului național. Lista include state suverane și teritorii dependente bazate pe standardul ISO 3166-1 al Organizației Internaționale de Standardizare. 
Brazilia este cea mai mare țară din America de Sud, în timp ce Surinam este cea mai mică.
Panama nu este considerată o țară transcontinentală, dar este uneori inclusă în America de Sud datorită faptului că făcea parte din Columbia înainte de secesiunea sa în 1903. De asemenea, insula Trinidad este uneori inclusă în America de Sud, ceea ce face ar face ca Trinidad și Tobago să fie o țară transcontinentală.
Sortarea este în ordine descrescătoare a suprafețelor fiecărei țări sau teritoriu din America de Sud.
|     | Țară/Teritoriu                   | Pondere din total | Suprafață  | Note |
| %   | Țară/Teritoriu                   | km2               |            | Note |
|     |                                  |                   |            |      |
| --- | -------------------------------- | ----------------- | ---------- | ---- |
|     | TOTAL                            | 100%              | 17.830.199 |      |
| 1   | Brazilia                         | 48%               | 8.510.346  |      |
| 2   | Argentina                        | 16%               | 2.796.427  |      |
| 3   | Peru                             | 7%                | 1.285.216  |      |
| 4   | Columbia                         | 6%                | 1.141.748  |      |
| 5   | Bolivia                          | 6%                | 1.098.581  |      |
| 6   | Venezuela                        | 5%                | 929.690    |      |
| 7   | Chile                            | 4%                | 756.102    |      |
| 8   | Paraguay                         | 2%                | 406.752    |      |
| 9   | Ecuador                          | 1%                | 257.215    |      |
| 10  | Guyana                           | 1%                | 214.969    |      |
| 11  | Uruguay                          | 1%                | 173.626    |      |
| 12  | Suriname                         | 0.9%              | 163.820    |      |
| 99  | Guiana Franceză (Franța)         | 0.5%              | 83.534     |      |
| 99  | Insulele Falkland (Regatul Unit) | 0.1%              | 12.173     |      |